# Rafael Eitan

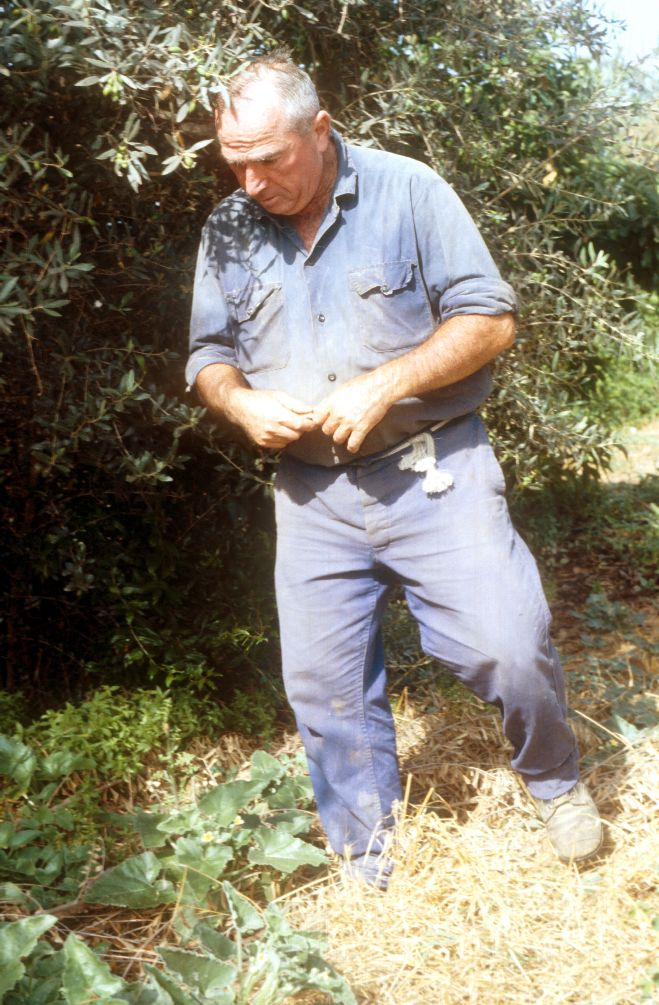
Raphael Eitan en su casa en Moshav Tel Adashim 1984. De la colección Dan Hadani de la Biblioteca Nacional de israel

Rafael "Raful" Eitan (hebreo: רפאל "רפול" איתן) fue un General israelí, Comandante en Jefe de las Fuerzas de Defensa de Israel y posteriormente político miembro del Knesset, y Ministro de Agricultura. Rafael Eitan nació en Afula en enero de 1929 y falleció el 23 de noviembre de 2004. Su residencia era en el moshav Tel Adashim, donde pasó la mayor parte de su vida.

## Carrera militar

### Primeras Batallas
Eitan fue oficial menor en el Palmaj, la fuerza de élite de la Haganá y participó en la guerra de Independencia de Israel. Luchó en Jerusalén y recibió una herida en la cabeza durante la batalla del monasterio de San Simón en abril de 1948. Sirvió más adelante con el 10.º batallón de la infantería en la región de Lachish-Negev. En 1954, el capitán Eitan fue nombrado comandante de una compañía de paracaidistas en la unidad 101. Durante la operación Kinereth en 1955 recibió una herida de ametralladora en su pecho, mientras participaba en una incursión militar en Siria. Por esta acción fue condecorado con la medalla del valor.
En 1956, durante la guerra del Sinaí, el mayor Eitan era comandante del batallón 890 de paracaidistas y participó en el ataque en paracaídas del 29 de octubre en el paso de Mitla.
Durante la guerra de los seis días, a principios de junio de 1967, como coronel dirigió la brigada paracaidista en el frente de Gaza, y recibió una grave herida en la cabeza mientras se aproximaba al canal de Suez.
En 1969 fue designado jefe de fuerzas de infantería y fue ascendido a comandante de la división. El general Eitan paró un ataque sirio en las alturas de Golan en octubre de 1973 (Yom Kippur). Utilizó personalmente un bazuca para destruir varios tanques sirios que avanzaban. Después del fin de la guerra fue nombrado jefe del comando del norte y promovido a general de división.

### Jefe de Estado Mayor
El 1 de abril de 1978, Eitan fue designado por Ezer Weizman como jefe de las fuerzas de la defensa de Israel.
Eitan mejoró la disciplina y la eficacia de la CA. Dos de estas órdenes eran usar la boina militar y recoger la munición vacía después de las prácticas de tiro.

### Guerra de Líbano
El 3 de junio de 1982, el grupo terrorista Abu Nidal hirió gravemente al embajador de Israel en Londres, Shlomo Argov como resultado de un intento de asesinato.
En respuesta, la Fuerza Aérea Israelí bombardeó campos palestinos de refugiados en el Líbano. En respuesta los militantes palestinos bombardearon asentamientos en el norte de Israel lo que dio lugar a la orden de 4 de junio para comenzar la guerra de Líbano.
La operación fue lanzada el 6 de junio y pronto se convirtió en una invasión completa. El plan israelí era conducir el PLO lejos de la frontera israelí y ayudar a las falanges de Bachir Gemayel a tomar el control del sur del Líbano. Durante la guerra, la CA se enfrentó al ejército sirio, a militantes palestinos y a varias milicias, como Hezbollah. La CA comenzó una guerra urbana y atacó Beirut para destruir las jefaturas de PLO.
La CA alcanzó algunos resultados militares impresionantes - tales como limpiar el sistema de defensa aérea sirio los primeros días de la guerra, la IAF estaba bajo el mando del general David Ivri. Pero también perdieron algunas batallas, como la de Sultan Yacoub frente al ejército sirio.
La operación fue diseñada para ser limitada pero el ejército israelí, mandado por Ariel Sharon avanzó más allá de los 40 kilómetros previstos. Las muertes de soldados israelíes, combinado con la masacre de Sabra y de Shatila, dieron lugar a las protestas del pueblo israelí contra la guerra - que dio lugar a los acuerdos de un alto el fuego y al establecimiento de la Comisión de Kahan de investigar la masacre. La comisión concluyó que Israel no era directamente responsable de la masacre pero que los funcionarios israelíes mayores tales como Sharon y Eitan eran culpables. Aunque sustituyeron a Sharon como ministro de defensa, el comité no recomendó ninguna sanción contra Eitan. Sin embargo, la reputación de Eitan se resintió con la guerra fallida de Líbano.

## Carrera política
Después de retirarse del ejército, en abril de 1983, Eitan se incorporó política. Tenía la imagen del israelí que sabría conectarse con sus raíces y con la tierra. La importancia que daba a la agricultura y el valor del trabajo contribuyeron a esta imagen, que atrajo a muchos ciudadanos israelíes.
Eitan era considerado un ser conservador que abogaba por políticas represivas hacia los palestinos. El 12 de abril de 1983 Eitan dijo en una reunión de comité del Knesset: “Los árabes nunca nos derrotarán lanzando piedras. Nuestra respuesta será una solución siónista nacionalista. Por cada piedra que lancen estableceremos diez establecimientos. Si hay - y habrá - cientos de establecimientos entre Nablus y Jerusalén, no se lanzará ninguna piedra. Si ese es el caso, los árabes podrían funcionar solamente alrededor como cucarachas en una botella, como cucarachas narcotizadas dentro de una botella”. [1]
Eitan fundó el partido de Tehiya (o “renacimiento”) y primero fue elegido para el Knesset en 1984. Estableció más adelante un partido ultra-nacionalista llamado Tzomet (significado “encrucijada”), que tenía opiniones conservadoras sobre defensa y política extranjera pero una plataforma doméstica liberal y secular. Fue elegido para la 11 legislatura del Knesset y fue Ministro de Agricultura entre 1988 y 1991. En la 12 legislatura del Knesset, Tzomet alcanzó ocho escaños. Eitan rechazó una coalición con Yitzhak Rabin.
Sin embargo, Eitan tenía dificultades para controlar su partido, resultando que algunos miembros del Knesset se escindieran de Tzomet para fundar otros partidos. Cuando Rabin presentó los acuerdos de Oslo al Knesset, pensó sacarlos adelante solamente con la ayuda de Alex Goldfarb y de Gonen Segev - dos miembros de Tzomet a los que fueron prometidos cargos ministeriales a cambio de su ayuda.
En 1996, Tzomet formó una coalición con el Likud y el Gesher para ganar las elecciones que hicieron de Benjamin Netanyahu primer ministro. A Eitan le prometieron el ministerio de interior, pero una investigación criminal contra él bloqueó su nombramiento. La investigación no fue concluyente y el caso se cerró en 1998 debido a la falta de pruebas. Mientras tanto, Eitan trabajó como ministro de agricultura y medio ambiente y como primer ministro y diputado (1998-1999). En 1999 el Tzomet no pudo ganar ningún escaño en el Knesset, y Eitan se jubiló.

## Fallecimiento
El 23 de noviembre de 2004 Eitan viaja al puerto de Ashdod, en el Mediterráneo, donde se encontraba supervisando un proyecto para ganar terreno al mar. Una gran ola, lo arrastró, estando perdido durante horas. La Marina de Israel encontró el cuerpo de Eitan y después de intentar reanimarlo fue declarado muerto. Su muerte produjo una gran tristeza en todo Israel, al ser considerado un héroe nacional.
- Datos: Q365524
- Multimedia: Rafael Eitan / Q365524